# Liste der Mitglieder der Deutschen Akademie der Naturforscher Leopoldina/1679
Die Liste der Mitglieder der Deutschen Akademie der Naturforscher Leopoldina für 1679 enthält alle Personen, die im Jahr 1679 zum Mitglied ernannt wurden. Insgesamt gab es sieben neu gewählte Mitglieder.

## Mitglieder
| Nr. | Name                          | Beiname        | Geboren       | Aufnahme | Gestorben     | Bild                       |
| --- | ----------------------------- | -------------- | ------------- | -------- | ------------- | -------------------------- |
| 82  | Johann Friedrich Allmacher    | Zethes         | 5. Dez. 1648  | 4. Mrz.  | 12. Aug. 1686 | Johann Friedrich Allmacher |
| 83  | Tobias Czaschel               | Aesculapius I. | 1615          | 4. Mrz.  | 25. Dez. 1682 |                            |
| 84  | Johann Georg Sartorius        | Calais         |               | 4. Mrz.  | 18. Apr. 1696 |                            |
| 85  | Johann Christian Tralles      | Avenzoar       |               | 4. Mrz.  | 1698          |                            |
| 86  | Jakob Wolff                   | Sokrates I.    | 30. Dez. 1642 | 4. Mrz.  | 17. Juli 1694 |                            |
| 87  | Karl Patinus                  | Galenus I.     | 23. Feb. 1633 | 4. Mrz.  | 10. Okt. 1693 | Karl Patinus               |
| 88  | Günther Christoph Schelhammer | Theophrastus   | 13. März 1649 | 4. Mrz.  | 11. Feb. 1716 |                            |